# قاسط بن زهير التغلبي
قاسط بن زهير بن الحرث التغلبي (توفي في 61هـ/ 680 م) من أصحاب علي بن أبي طالب ومن المشاركين مع في معاركه الثلاث (معركة صفين، ووقعة الجمل، ومعركة النهروان) وقد شارك مع ابنه الحسين في معركة كربلاء وقتل فيها، وهو من أهل الكوفة.

## نسبه
كان قاسط شيخًا من قبيلة بني تغلب ابن وائل، ولديه أخوان هما كردوس، ومقسط، قد شاركاه في معاركه الثلاث ومعركته الآخيرة.

## مقتله
عندما علم هو وأخويه بقدوم الحسين خرجوا إليه في ليلة العاشر من محرم وقتلوا في المعركة صباحًا في الحملة الأولى.